# Cernotina mediolaba
Cernotina mediolaba är en nattsländeart som beskrevs av Oliver S. Flint Jr. 1972. Cernotina mediolaba ingår i släktet Cernotina och familjen fångstnätnattsländor. Inga underarter finns listade i Catalogue of Life.